# راجر تی پایپ
راجر تی پایپ (انگلیسی: Roger T. Pipe؛ زاده ۱۷ اکتبر ۱۹۶۷) یک منتقد فیلم و نویسنده اهل آمریکا است.